# Aleksandr Goldenweiser
Aleksandr Borisowicz Goldenweiser (ros. Александр Борисович Гольденвейзер, ur. 26 lutego?/10 marca 1875 w Kiszyniowie, zm. 26 listopada 1961 w Nikolinej Gorze) – pianista, kompozytor i pedagog rosyjski.
Goldenweiser urodził się w Kiszyniowie, Besarabia, część Imperium Rosyjskiego. Jego uczniowie to m.in. Grigorij Ginzburg, Lazar Berman, Samuił Fejnberg, Dmitrij Kabalewski, Nikołaj Pietrow, Nikołaj Kapustin, Sulamita Aronovsky, Tatjana Nikołajewa, Nelli Akopian-Tamarina, Felix Gottlieb oraz Ludmiła Imnadze.
Jako kompozytor, Goldenweiser był powszechnie uznawany za wyróżniającego się wśród innych pianistę, ceniony był zwłaszcza za interpretacje Bacha i Skriabina. Uczęszczał do Konserwatorium Moskiewskiego, gdzie studiował z wieloma XIX-wiecznymi rosyjskimi pedagogami (Arienski, Taniejew, Ziłoti). W 1906 został profesorem fortepianu w tym samym konserwatorium - piastował tę funkcję przez około 50 lat aż do swojej śmierci. 
Goldenweiser komponował zarówno niewielkie jak i duże utwory. W jego twórczości można wyróżnić dwa okresy: jako student w latach 10 XX w. oraz jako dojrzały profesor, po 1930. Jednakże, podczas swojego życia rzadko wykonywał swoją muzykę, a wiele jego prac zostało opublikowanych dopiero po jego śmierci. W kompozycjach Goldenweisera, muzyka Rachmaninowa, Medtnera i Skriabina ma najbardziej wyraźne wpływy.
Siergiej Rachmaninow zadedykował mu swoją Drugą suitę, op. 17, zaś Nikołaj Medtner zadedykował mu Fragmenty liryczne, op. 23.
Był laureatem Nagrody Stalinowskiej (1946), odznaczony został Orderem Lenina i Orderem Czerwonego Sztandaru Pracy. Zmarł w 1961 w Nikolinej Gorze, w okolicach Moskwy. Pochowany na cmentarzu Wagańkowskim.